# Dermestes undulatus
Dermestes undulatus es una especie de escarabajo de piel del género Dermestes, orden Coleoptera. Fue descrita por Brahm en 1790.

## Descripción
Mide 5-7 mm de longitud.

## Distribución y hábitat
Especie nativa del paleártico, se distribuye por Europa, América del Norte y varios países de Asia y África. Habita sobre la carroña.